# Commando de Cluny
Le Commando de Cluny est une ancienne unité  de l’armée de terre française, créée en septembre 1944 et dissoute en janvier 1945 afin de constituer le 4e bataillon de choc.

## Création et différentes dénominations
- 04/09/44 : Commando de Cluny
- 05/01/45 : devient le 4e bataillon de Choc
- 01/10/45 : devient, avec le 3e bataillon de Choc, le 3e bataillon du 1er RICAP qui deviendra par la suite le 11e bataillon parachutiste de choc

Note: créées en juin 1943 en Algérie, les formations dites de choc, aptes à mener des actions de guérilla ou de commandos et chargées d’apporter leur aide aux organisations de résistance en France, sont regroupées début 1945 en trois groupements de bataillons de choc ou groupements de choc comportant deux bataillons chacun:
- 1er groupement de bataillons de choc commandé par le lieutenant-colonel Gambiez 
  - le 1er bataillon de choc composé du bataillon de choc (qui prend le numéro 1)
  - le 3e bataillon de choc composé des commandos de France
- 2e groupement de bataillons de choc commandé par le commandant Quinche 
  - le 2e bataillon de choc composé du bataillon Janson de sailly (ou bataillon de gayardon)
  - le 4e bataillon de choc composé du commando de Cluny
- 3e groupement de bataillons de choc commandé par le lieutenant-colonel Bouvet
  - le 5e bataillon de choc composé des commandos d'Afrique
  - le 6e bataillon de choc composé des commandos de Provence

## Seconde Guerre mondiale
- 4 septembre 1944 - Avec les volontaires du Régiment de Cluny, formation au sana de Bergesserin du  Commando de Cluny.
- 20 septembre 1944 -  le commando de Cluny rejoint la Première armée française du général de Lattre de Tassigny.

À cette date, l'effectif est de 650 hommes.
- de septembre 1944 à mars 1945 - Campagne dans le Doubs, la Haute-Saône (Faymont, Belverne, Etobon, Chenebier, Echavanne, Frahier, le barrage de Champagney, Evette, Belfort), l'Alsace, les Vosges (Rammersmatt, Thann).
- février 1945 - devenu le « 4e Bataillon de choc », il reçoit des renforts du 5e et 8e Bataillon FFI de Saône-et-Loire
- 4 avril 1945 - entrée en Allemagne et campagne jusqu'au 8 mai 1945.

À cette date, l'effectif est de 900 hommes. Le 4e Choc a eu 250 hommes hors de combat (morts et blessés).
- 6 septembre 1945, le commandant… prend le commandement du 2e groupement de choc et entame les opérations de démobilisation. Le 1er novembre, le 2e groupement de choc est dissous et devient le 3e bataillon du  1er RICAP qui deviendra à son tour le 11e bataillon parachutiste de choc

## Traditions

### Devise
fault pas y crainsdre

## Chefs de corps
- 1944 :  commandant Laurent Bazot
- 15 janvier 1945 : commandant Quinche

## Monuments et plaques commémoratives

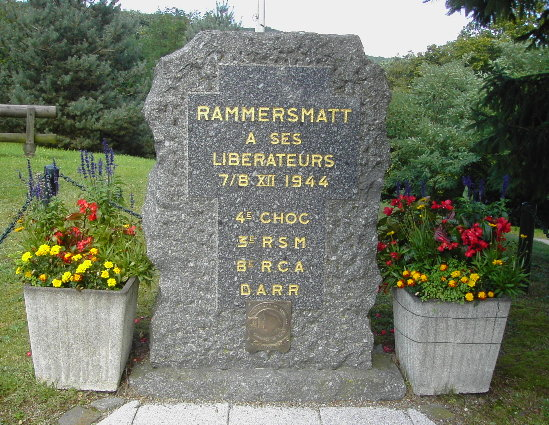
Stèle de la libération de Rammersmatt
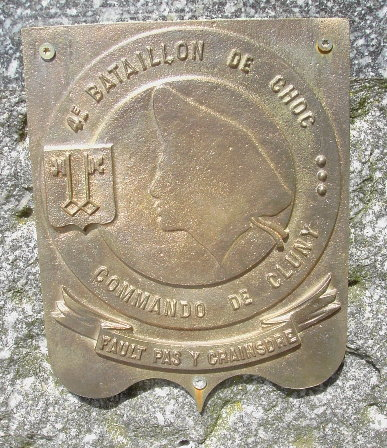
Plaque du 4e Bataillon de choc/Commando de Cluny

## Sources et bibliographie
- Collectif, Fault pas y crainsdre, histoire du commando de Cluny, 4e bataillon de choc, racontée par ses anciens, 1974, 208 pages.
- Collectif, Histoire des parachutistes français Tomes 1 et 2, éditions Société de production littéraire, 1975.
- Les Commandos d'Afrique du général Bouvet, article paru en 1966 dans la revue Historia magazine no 74.